# Langues au Danemark
La langue officielle du Danemark est de facto le danois.
Une grande partie de la population (86 %) sait parler ou comprend l'anglais, surtout chez les plus jeunes. L'anglais est souvent utilisé dans l'administration par une grande partie des 8,9 % d'immigrants étrangers (Nigérians, Pakistanais, Indiens, Ghanéens, Somaliens). L'allemand est lui aussi très présent en seconde langue.

## Éducation
Le taux d'alphabétisation était en 2011 de 99 % selon l'USDS.

## Langues étrangères

### Langues étrangères maitrisées
Langues étrangères maitrisées 15+ (%, 2012) :
| Anglais  | 86 |
| Allemand | 47 |
| Suédois  | 13 |

Première langue étrangère maitrisée 15+ (%, 2005) :
| Anglais  | 76 |
| Allemand | 8  |
| Aucune   | 12 |

Deuxième langue étrangère maitrisée 15+ (%, 2005) :
| Allemand | 50 |
| Anglais  | 11 |

Troisième langue étrangère maitrisée 15+ (%, 2005) :
| Français | 13 |
| Suédois  | 10 |
| Allemand | 8  |

Langues étrangères utilisées tous les jours ou presque 15+ (%, 2005) :
| Anglais  | 44 |
| Allemand | 6  |
| Aucune   | 49 |

### Langues étrangères étudiées
Les langues étrangères les plus étudiées en pourcentage d’élèves qui les apprennent dans l’enseignement secondaire inférieur (CITE 2) en 2009/2010 sont les suivantes, :
| # |
| - |
| 1 |
| 2 |
| 3 |
| - |
| - |

| Langue   | %       |
| -------- | ------- |
| Anglais  | 100,0 % |
| Allemand | 75,4 %  |
| Français | 9,2 %   |
| Espagnol | 0,0 %   |
| Russe    | 0,0 %   |

Les langues étrangères les plus étudiées en pourcentage d’élèves qui les apprennent dans l’enseignement secondaire supérieur (CITE 3) d’orientation générale et préprofessionnelle/professionnelle en 2009/2010 sont les suivantes :
| # |
| - |
| 1 |
| 2 |
| 3 |
| 4 |

| Langue   | %      |
| -------- | ------ |
| Anglais  | 81,5 % |
| Allemand | 28,1 % |
| Espagnol | 12,0 % |
| Français | 5,1 %  |

Les pourcentages d'élèves étudiant l'anglais, le français, l'allemand, l'espagnol et le russe dans l’enseignement secondaire supérieur (niveau CITE 3) d’orientation générale en 2009/2010 sont les suivants :
| # |
| - |
| - |
| - |
| - |
| - |
| - |

| Langue   | %      |
| -------- | ------ |
| Anglais  | 91,7 % |
| Allemand | 34,7 % |
| Espagnol | 24,8 % |
| Français | 10,6 % |
| Russe    | 0,0 %  |

Les pourcentages d'élèves étudiant l'anglais, le français, l'allemand, l'espagnol et le russe dans l’enseignement secondaire supérieur (niveau CITE 3) d’orientation préprofessionnelle/professionnelle en 2009/2010 sont les suivants :
| # |
| - |
| - |
| - |
| - |
| - |
| - |

| Langue   | %      |
| -------- | ------ |
| Anglais  | 72,0 % |
| Allemand | 22,0 % |
| Français | 0,0 %  |
| Espagnol | 0,0 %  |
| Russe    | 0,0 %  |